# Christopher Maltby
Christopher Michael Maltby (ur. 13 stycznia 1891 w Indiach Brytyjskich, zm. 6 września 1980 w Taunton) – generał major i dowódca wojsk brytyjskich w Chinach.

## Kariera wojskowa
Maltby został wcielony do British Indian Army w 1911 roku.
Służył podczas I wojny światowej, a następnie wstąpił do wyższej uczelni wojskowej w Kwecie w 1923 roku. Służył na granicy północno-zachodniej w Indiach, a następnie został oficerem sztabu generalnego w kwaterze głównej armii w Indiach w 1925 roku. Uczęszczał do wyższej uczelni wojskowej w Andover w 1927 roku, będąc później mianowany na zastępcę asystenta adiutanta generalnego w kwaterze głównej armii w Indiach w 1930 roku. Powrócił on do granicy północno-zachodniej w Indiach w 1937 roku, a później został instruktorem w wyższej uczelni wojskowej w Kwecie w 1938 roku zanim został mianowany na oficera sztabu generalnego w Dystrykcie Baluchistan w Indiach w 1939 roku.
Służył w II wojnie światowej początkowo jako dowódca 3. Dźhelamskiej Brygady, później jako dowódca Brygady Kalkuckiej i ostatecznie jako dowódca 19. Indyjskiej Brygady Piechoty w Dystrykcie Deccan w Indiach.
Maltby został mianowany na dowódcę wojsk brytyjskich w Chinach w sierpniu 1941 roku. Początkowo ustanowił on linię obronną długości 17 km znaną jako Linia Gin Drinkersa wzdłuż południowej części lądu, jednak został natychmiast zmuszony do wycofania swoich żołnierzy z powrotem na wyspę Hongkong. Gen. Takashi Sakai rozpoczął bombardowanie wyspy i po krótkim kontrataku wojsk brytyjskich rozpoczętym 19 grudnia 1941 roku Maltby skapitulował na Queen's Pier 25 grudnia 1941 roku. Był jeńcem wojennym od 1941 do 1945 roku.